# Christian von Rathlou
Christian von Rathlou (12. november 1677 – 16. juni 1752) var en dansk gehejmeråd og godsejer.
Han var søn af hofmester Gregorius von Rathlou og arvede 1710 efter sin bror herregårdene Rathlousdal og Gersdorffslund. Selv blev han jægermester i Jylland og gehejmeråd.
Christian von Rathlou ægtede hofdame Dorothea Sophie Schack (1682-1771). Han, der ikke havde mandlige arvinger, oprettede 7. august 1749 stamhuset Rathlousdal for sin hustrus brodersøn Joachim Otto Schack, og ved Dorothea Sophie Schacks død 1771 arvede Joachim Otto Schack godserne, som derfor ændrede sit navn til Schack-Rathlou.
Hans datter Sophie Hedvig von Rathlou ægtede gehejmekonferensråd Henning von Qualen.
Han døde som sin slægts sidste mand 1752 og er begravet i Gosmer Kirke.